# Der Stamm
Der Stamm ist ein deutsches Streetballmannschaft aus Aachen.

## Geschichte

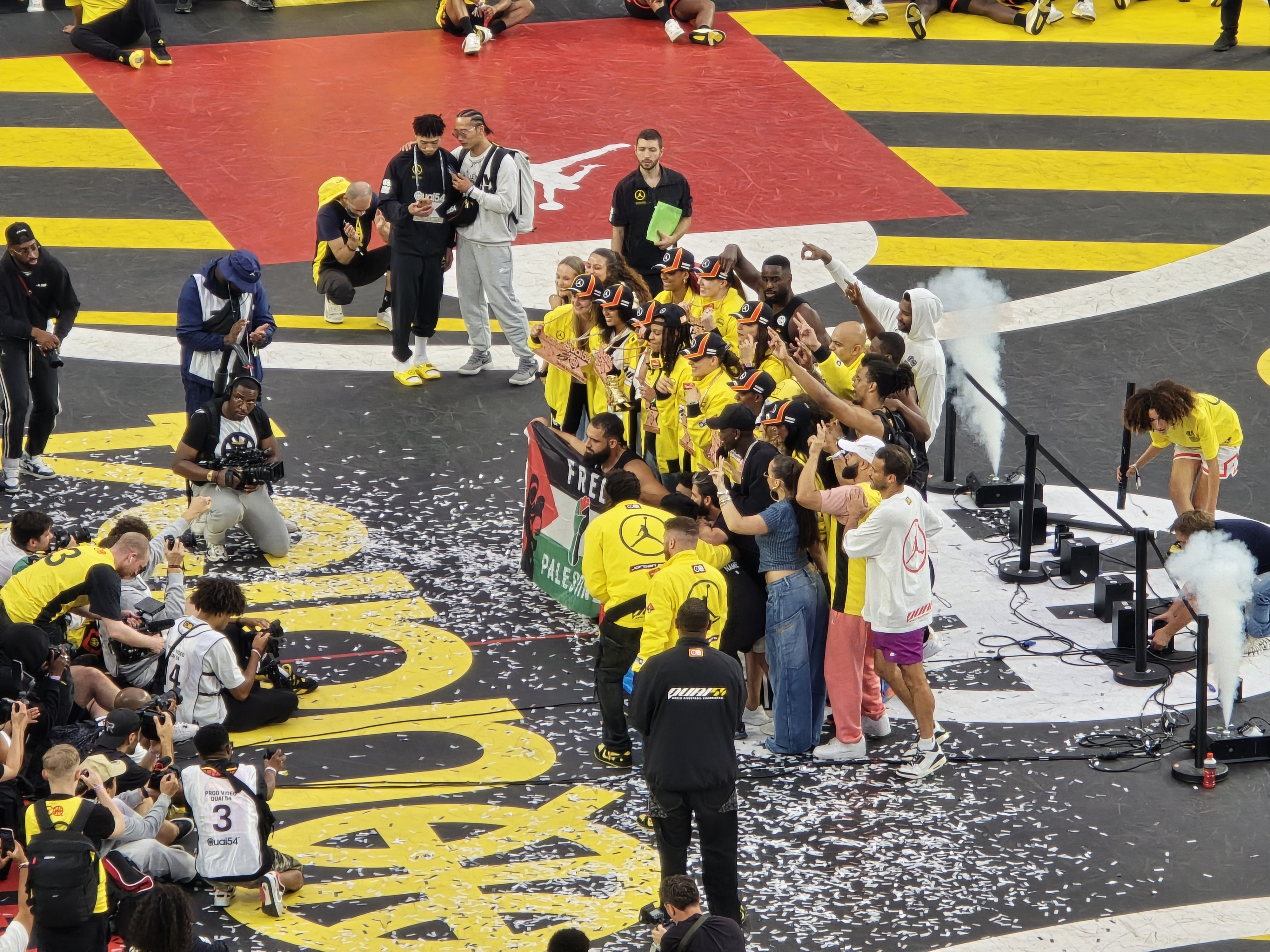
Das Damenteam Der Stamm gewann 2025 den Quai 54 im Paris.

Die Mannschaft wurde 2005 von dem Aachener Dia Soliman gegründet und war ursprünglich eine Hip-Hop-Gruppe.
Durch den Gewinn der World Streetball Championship 2025, den mehrmaligen Gewinn der Deutschen Meisterschaft in der seit 2020 olympischen Disziplin 3×3-Basketball (2013, 2017, 2018, 2021), den Gewinn der Champions Trophy 2022, den Gewinn des Beats N Buckets sowie das Erreichen der Halbfinals (2015, 2021, 2022, 2024) und der Endspiele (2021, 2024, 2025) bei der Streetball-Weltmeisterschaft „Quai 54“ in Paris gilt die Mannschaft im Streetball als die erfolgreichste in Deutschland. Beim Gewinn der deutschen Meisterschaft 2018 in Hamburg lief der deutsche NBA-Spieler Dennis Schröder für Der Stamm auf. Weitere Spieler, die bereits für die Aachener spielten, sind Kostja Mushidi, Femi Oladipo, Kevin Yebo, Karim Jallow, Edwin Ofori-Attah, Heiko Schaffartzik, Konstantin Klein, Jone Lopes Pedro, Dia Soliman, Raed Mostafa, Dion Braimoh, Ray Williams, Demetrius Ward und Yassin Mahfouz.
Durch das Vordringen unter die ersten 20 in der FIBA-3×3-Mannschaftsrangliste wurde Der Stamm in den Jahren 2018, 2021 und 2022 zum FIBA-Pro-Circuit gerechnet. Bei den FIBA-Challenger-Turnieren in Penang, Den Haag und Berlin erreichte man 2018 jeweils das Viertelfinale. Für die FIBA-Welttour qualifizierte sich die Mannschaft bislang fünf Mal.